# Tiszadob
Tiszadob is een plaats (nagyközség) en gemeente in het Hongaarse comitaat Szabolcs-Szatmár-Bereg. Tiszadob telt 3347 inwoners (2001).